# М-17 (літак)
М-17 Стратосфера (за кодифікацією НАТО: Mystic-A) — радянський висотний реактивний дозвуковий літак для перехоплення аеростатів, що дрейфують.

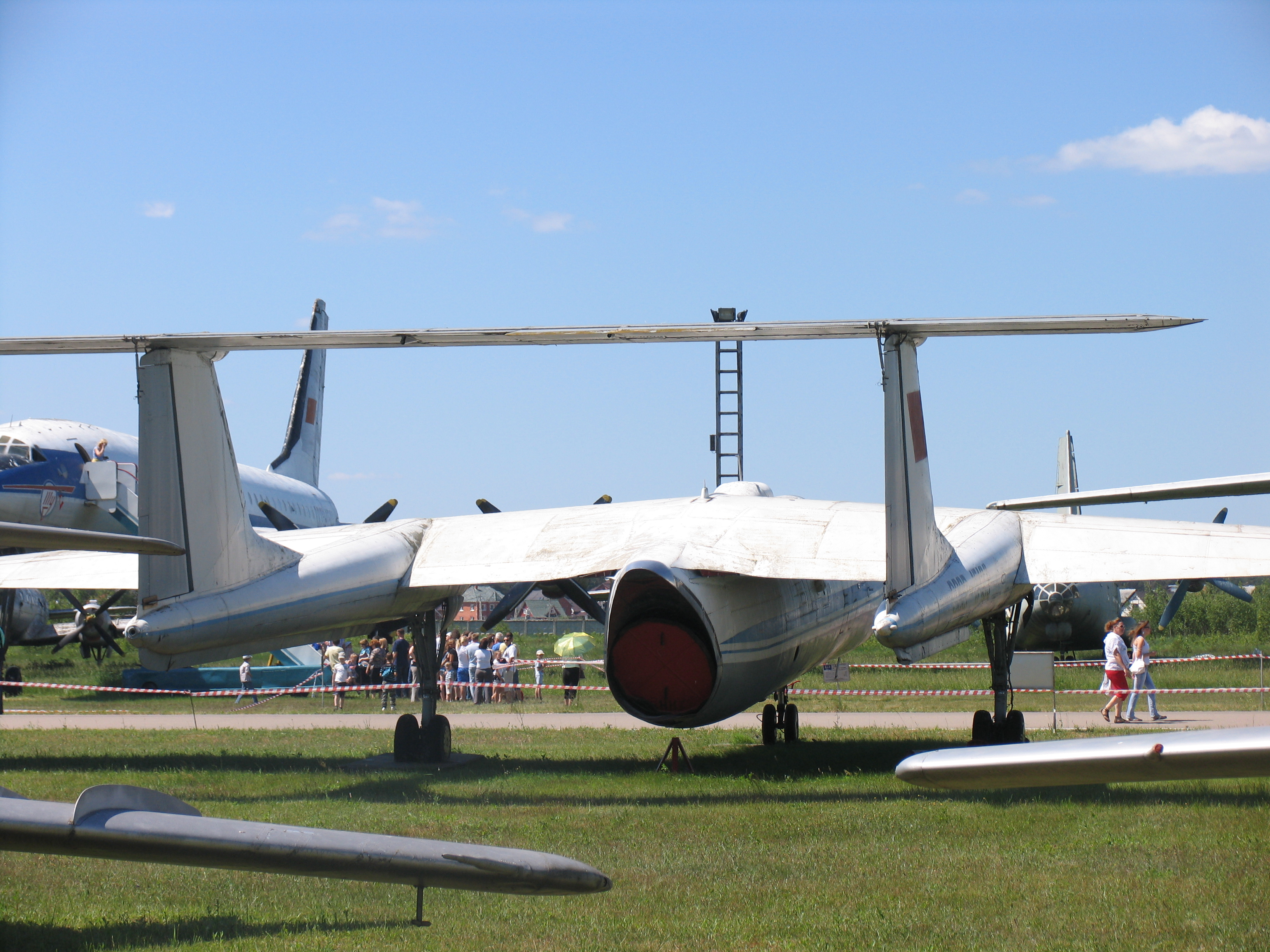
Задня частина М-17.

## Історія створення
Починаючи з середини 1950-х років США почали активно використовувати автоматичні аеростати, що дрейфують (АДА) для стратегічної розвідки території СРСР. Ці дешеві апарати стали становити серйозну загрозу, вони могли нести як розвідувальну апаратуру, а й зброю масового ураження. Боротися із ними було непросто. Піднявшись у стратосферу АДА, були недоступні для зенітної артилерії та винищувачів тих років. Потрібен був адекватний засіб для боротьби з АДА.
Після збиття літака Пауерса в СРСР була спроба скопіювати U-2. Проектуванням машини, що одержала позначення С-13, займалося ОКБ Берієва. Роботи над нею було припинено у травні 1962 року. Але деякі напрацювання були використані надалі.
У 1967 році вийшла постанова ЦК КПРС та Ради Міністрів СРСР, якою В. М. Мясищеву доручалося провести науково-дослідну роботу з «Вибору технічних напрямів зі створення авіаційного комплексу для перехоплення та поразки автоматичних дрейфуючих апаратів». В результаті найбільш ефективним і раціональним рішенням було визнано створення висотного дозвукового літака-винищувача АДА зі стрілецько-гарматним озброєнням. Розробка літака почалася в 1970 з робіт по «темі 34» - літаку, здатному здійснювати політ у стратосфері з найменшою швидкістю. Для М-17 був вперше розроблений надкритичний високонесучий профіль крила П-173-9. У 1978 році на гелікоптерному заводі в Кумертау було виготовлено перший льотний зразок літака. 27 грудня 1978 року для проведення пробного кермування літак був виведений на злітну смугу льотчиком-випробувачем Кіром Володимировичем Чорнобровкіним. Провівши передбачені програмою випробувань пробні рульовки, пілот самостійно, порушуючи правила та всупереч забороні КДП вирішив провести ще одну кермо, більш швидкісну, проте не врахував того, що за літаком по ВПП їде службовий автобус, оскільки за планом випробування вже закінчилися. Побачивши в останній момент на ЗПС перешкоду, пілот був змушений зробити незапланований зліт непідготовленим до цього літака.
Будучи не підготовленим до особливостей управління новою машиною у складних метеоумовах, пілот не впорався з пілотуванням, і перший льотний зразок літака зазнав катастрофи.[2] Льотчик, не зафіксований прив'язними ременями, вдарився скронею про палітурку ліхтаря і загинув.
1982 року вже на Смоленському авіазаводі було виготовлено другий льотний зразок. 26 травня 1982 року льотчик-випробувач Е. Н. Чельцов вперше успішно підняв М-17 у повітря з аеродрому в Жуковському. Торішнього серпня 1983 року літак М-17 «Стратосфера» передали щодо Державних випробувань. Було виконано 133 польоти, вдалося досягти висоти 21500 м та максимальної приладової швидкості 285 км/год. Завершити випробування збиралися на третьому льотному примірнику М-17 «Стратосфера», який оснастили гарматною установкою. Третій екземпляр зібрали на Експериментальному механічному заводі з агрегатів, виготовлених на Кумертау. На цьому літаку вели відпрацювання бойового комплексу М-17, що включала стрілянину фугасно-запальними снарядами за реальними аеростатами цілей, було збито дев'ять аеростатів, що прямували на висотах 9 - 21 км.
1983 року радянська ППО зафіксувала проліт чергового автоматичного дрейфуючого аеростата (АДА), запущеного з боку Норвегії. На цьому використання АДА проти СРСР американці припинили, а невдовзі з'явилася міждержавна угода про заборону запуску АДА в чужий повітряний простір. Через війну програму перехоплення аеростатів закрили, і Держвипробування М-17 «Стратосфера» і залишилися не завершеними.
Історія літака М-17 на цьому не скінчилася. Гриф секретності з нього зняли і літак почали використовувати для висотних дослідних польотів за програмою «Глобальний резерв озону» для збору даних на тему «озонової дірки». На місце гарматної установки та прицільної станції було встановлено наукову апаратуру для збору даних про стан атмосфери. У 1990 року літак було підготовлено до рекордним польотам.
Навесні 1990 року літак встановив 25 світових рекордів висоти, швидкості та швидкопідйомності для літаків масою 16-20 тонн, оснащених одним турбореактивним двигуном. До 1990 року було побудовано третій екземпляр літака, який став останнім М-17, озброєним двоствольною гарматою для боротьби з аеростатами.
Завдання зі створення ефективного висотного літака винищувача аеростатів було вирішено, але це сталося тоді, коли потреба в ньому відпала. Накопичений досвід під час роботи над М-17 «Стратосфера» використали під час створення наступного висотного літака.
Надалі проект набув розвитку як М-55 «Геофізика».

## Екземпляри що збереглися
- Бортовий номер «СССР-17103» - музей авіації в Моніно. Експозиція просто неба. Відновлено у 2012 році силами волонтерів та спеціалістами ЕМЗ.
- Бортовий номер «СССР-17401» - музей авіації в Моніно - Рекордна машина (встановлено 25 світових рекордів). З 2005 року в «відстійнику» музею (раніше перебувала в експозиції просто неба). Машина пошкоджена під час транспортування з Чкаловського до музею. При процедурі контрольного зважування, проведеної некваліфікованими виконавцями, тросами крана перерізана хвостова частина літака.

## Тактико-технічні характеристики
Основні характеристики
- Екіпаж: 1 пілот
- Довжина: 22,27 м
- Висота: 4,87 м
- Розмах крила: 40,32 м

- Площа крила: 137,7 м ²
- Маса спорядженого: 13 790 кг
- Нормальна злітна маса: 18 400 кг

Льотні характеристики
- Максимально допустима швидкість: 743 км/год

## Конструкція
Літак М-17 — двобалковий, двокільовий суцільнометалевий моноплан з монокрилом з крилом великого подовження. Моноплан класичної статично стійкої аеродинамічної схеми. Всі агрегати мають велике подовження та мінімальний переріз.
Планер літака конструктивно складається з наступних частин: фюзеляж, крило, дві хвостові балки, горизонтальне та вертикальне оперення та шасі.
- Фюзеляж — суцільнометалевої конструкції складається з носового кока, що знімається, носового відсіку, центрального відсіку з двома бічними забірниками, хвостового відсіку і відсіку коробки літакових агрегатів (КСА). Усі відсіки фюзеляжу виконані за безстрінгерною схемою.

Носова частина складається з двох приладових відсіків та гермокабіни. Перед гермокабіною розташований носовий кок, з'єднаний з гермокобіною експлуатаційним роз'ємом. Гермокабіна з'єднана з центральним відсіком технологічним роз'ємом по шпангоуту, що дозволяє збирати її та випробовувати окремо.
- Крило - складається з двох половин, що стикуються між собою по осі літака, в плані крило в середній частині прямокутне, а далі трапецієподібне з дуже великим подовженням і нульовою стрілоподібністю. На виді спереду крило має вигляд «зворотної чайки». Конструктивно крило складається з носової частини, кесона та хвостової частини з висувними закрилками, стулками та гальмівними щитками. У середній частині кессона консолі крила встановлені інтерцептори на кінці елерон.

Носова частина крила складається з трьох знімних секцій кожної половині крила.
- Хвостове оперення - двокільове, кілі встановлені на хвостових балках фюзеляжу, горизонтальне оперення кріпиться до верхньої частини кілей. Горизонтальне оперення складається зі стабілізатора та кермів висоти з триммерами. Стабілізатор складається з двох консолей, що стикуються по площині симетрії літака. Кермо висоти складається з чотирьох секцій, на кожній секції встановлено тример або сервокомпенсатор. Кожна площина вертикального оперення складається з верхнього і нижнього кілів, а також керма, що кріпиться до верхнього кіля, напрямку з триммером.

- Шасі - триопорне з керованою носовою стійкою. Колеса основних опор гальмові шасі, гальма працюють від основної та аварійної систем, гальмування роздільне з антиюзовою автоматикою. Основна система збирання та випуску шасі гідравлічна з електродистанційним керуванням, аварійний випуск шасі від пневмосистеми. Управління передньої стійкої шасі має два режими, від педалей та ручки розвороту передньої опори.

- Силова установка - безфорсажний турбореактивний двигун РД-36-51В злітною тягою 20000 кгс та польотною тягою 600 кгс на висоті 25000 м при М=0,7. Двигун розташований у хвостовій частині гондоли фюзеляжу. Повітрозабірники бічні нерегульовані напівкруглого перерізу. До складу силової установки входять системи: паливоживлення, мастила та суфлювання, управління та регулювання, запуску, протиобмерзання, дренажного, кисневого підживлення, наддуву опор та протипожежної системи.

- Управління - система управління літака механічна, жорстка та забезпечує відхилення органів управління залежно від величини зусиль, доданих до важелів управління. Основне управління літаком: включає три незалежні канали - тангаж (кермо висоти), крен (елерони) і нишпорення (кермо напряму). Управління безбустерне. Проведення тросів і тяг прокладено лініями мінімальних деформацій агрегатів планера. Управління в каналах тангажу та крену — ручкою, а нишпорення педалями.

- Озброєння - дистанційно керована гарматна установка з гарматою калібру 23 мм для ведення вогню в межах видимості прицілу. Оптичний приціл.